# هنرمندان (مجموعه تلویزیونی)
هنرمندان (انگلیسی: Entertainer؛‏ کره‌ای: 딴따라) یک مجموعه تلویزیونی محصول کره جنوبی سال ۲۰۱۶ با بازی جی سونگ، لی هه‌ری، کانگ مین هیوک و چه جونگ آن است. این مجموعه از ۲۰ آوریل تا ۱۶ ژوئن ۲۰۱۶، روزهای چهارشنبه و پنجشنبه ساعت ۲۱:۵۵ (کی‌اس‌تی) از اس‌بی‌اس برای ۱۸ قسمت پخش شد.

## بازیگران

### اصلی
- جی سونگ در نقش شین سوک هو[۴]
- لی هه‌ری در نقش جونگ گو رین[۵]
- کانگ مین هیوک در نقش جو ها نول
  - سونگ جون هی در نقش جوانی ها نول
- چه جونگ آن در نقش یو مین جو

## آمار بینندگان
در جدول زیر، اعداد آبی کمترین رتبه و اعداد قرمز بیشترین رتبه را نشان می‌دهند.
| قسمت    | تاریخ پخش اصلی | میانگین سهم مخاطب | میانگین سهم مخاطب | میانگین سهم مخاطب | میانگین سهم مخاطب | میانگین سهم مخاطب |
| قسمت    | تاریخ پخش اصلی | TNmS              | TNmS              | AGB Nielsen       | AGB Nielsen       |                   |
| قسمت    | تاریخ پخش اصلی | سراسر کشور        | سئول              | سراسر کشور        | سئول              |                   |
| ------- | -------------- | ----------------- | ----------------- | ----------------- | ----------------- | ----------------- |
| ۱       | ۲۰ آوریل ۲۰۱۶  | ۵٫۲٪              | ۶٫۸٪              | ۶٫۲٪              | ۷٫۲٪              |                   |
| ۲       | ۲۱ آوریل ۲۰۱۶  | ۶٫۶٪              | ۷٫۷٪              | ۶٫۶٪              | ۷٫۶٪              |                   |
| ۳       | ۲۷ آوریل ۲۰۱۶  | ۵٫۵٪              | ۷٫۲٪              | ۷٫۲٪              | ۸٫۵٪              |                   |
| ۴       | ۲۸ آوریل ۲۰۱۶  | ۷٫۶٪              | ۹٫۶٪              | ۸٫۳٪              | ۹٫۳٪              |                   |
| ۵       | ۴ مه ۲۰۱۶      | ۵٫۶٪              | ۷٫۷٪              | ۷٫۴٪              | ۸٫۸٪              |                   |
| ۶       | ۵ مه ۲۰۱۶      | ۸٫۲٪              | ۱۰٫۸٪             | ۸٫۷٪              | ۱۰٫۲٪             |                   |
| ۷       | ۱۱ مه ۲۰۱۶     | ۶٫۴٪              | ۸٫۶٪              | ۷٫۸٪              | ۹٫۳٪              |                   |
| ۸       | ۱۲ مه ۲۰۱۶     | ۷٫۰٪              | ۸٫۳٪              | ۸٫۶٪              | ۱۰٫۳٪             |                   |
| ۹       | ۱۸ مه ۲۰۱۶     | ۷٫۰٪              | ۸٫۸٪              | ۷٫۸٪              | ۸٫۸٪              |                   |
| ۱۰      | ۱۹ مه ۲۰۱۶     | ۶٫۸٪              | ۷٫۴٪              | ۷٫۷٪              | ۸٫۸٪              |                   |
| ۱۱      | ۲۵ مه ۲۰۱۶     | ۵٫۷٪              | ۷٫۳٪              | ۷٫۵٪              | ۸٫۷٪              |                   |
| ۱۲      | ۲۶ مه ۲۰۱۶     | ۷٫۱٪              | ۸٫۵٪              | ۸٫۶٪              | ۹٫۹٪              |                   |
| ۱۳      | ۱ ژوئن ۲۰۱۶    | ۵٫۹٪              | ۷٫۸٪              | ۸٫۴٪              | ۱۰٫۰٪             |                   |
| ۱۴      | ۲ ژوئن ۲۰۱۶    | ۶٫۸٪              | ۷٫۹٪              | ۸٫۱٪              | ۱۰٫۰٪             |                   |
| ۱۵      | ۸ ژوئن ۲۰۱۶    | ۵٫۲٪              | ۶٫۷٪              | ۷٫۲٪              | ۸٫۷٪              |                   |
| ۱۶      | ۹ ژوئن ۲۰۱۶    | ۷٫۱٪              | ۸٫۸٪              | ۷٫۹٪              | ۸٫۸٪              |                   |
| ۱۷      | ۱۵ ژوئن ۲۰۱۶   | ۵٫۲٪              | ۶٫۱٪              | ۷٫۵٪              | ۹٫۰٪              |                   |
| ۱۸      | ۱۶ ژوئن ۲۰۱۶   | ۶٫۴٪              | ۷٫۶٪              | ۷٫۸٪              | ۸٫۹٪              |                   |
| میانگین | میانگین        | ۶٫۴۱٪             | ۷٫۹۸٪             | ۷٫۷۴٪             | ۹٫۰۴٪             |                   |